# Behind Locked Doors
Behind Locked Doors is een Amerikaanse film noir uit 1948 onder regie van Budd Boetticher.

## Verhaal
De journaliste Kathy Lawrence vermoedt dat de door de politie gezochte rechter Finlay Drake zich schuilhoudt in een gesticht. Ze neemt contact op met de privédetective Ross Stewart en hij stelt voor om zichzelf te laten opnemen in de inrichting. Wanneer hij eenmaal in het gesticht verblijft, komt hij erachter dat er veel meer aan de hand is.

## Rolverdeling
| Acteur              | Personage            |
| ------------------- | -------------------- |
| Lucille Bremer      | Kathy Lawrence       |
| Richard Carlson     | Ross Stewart         |
| Douglas Fowley      | Larson               |
| Ralf Harolde        | Fred Hopps           |
| Thomas Browne Henry | Dr. Clifford Porter  |
| Herbert Heyes       | Rechter Finlay Drake |
| Gwen Donovan        | Madge Bennett        |